# جيمس بامفورد
جيمس بامفورد (بالإنجليزية: James Bamford)‏ هو مؤلف ومؤرخ وصحفي أمريكي، ولد في 15 سبتمبر 1946 في اتلانتيك سيتي في الولايات المتحدة.

## وصلات خارجية
- جيمس بامفورد على موقع IMDb (الإنجليزية)
- جيمس بامفورد على موقع إن إن دي بي (الإنجليزية)
- جيمس بامفورد على موقع قاعدة بيانات الفيلم (الإنجليزية)